# Hetzdorf (Leisnig)
Hetzdorf ist seit 2012 ein Ortsteil der Stadt Leisnig im Landkreis Mittelsachsen. 1946 hatte Hetzdorf 78 Einwohner. Am 1. Juli 1950 wurde es nach Naundorf eingemeindet, ab 1963 gehörte es zu Naunhof und ab 1992 zusammen mit Naunhof zu Bockelwitz.

## Geschichte
Das Dorf Hetzdorf ist sorbischen Ursprungs, erkennbar an der Tatsache, dass es noch 1403 Wachkorn ins Vorwerk Tragnitz liefern musste, eine Abgabe, die wohl alle Dörfer zu liefern hatten, die vor der Bildung des Burgwards Leisnig entstanden waren.
Der Ort hatte wohl zur Erstausstattung der Matthäi-Kirche in Leisnig gehört. 1192 war diese Kirche, die sich damals im Besitz von Otto von Lobdeburg befand, dem Kloster Buch versprochen worden, sobald sie frei würde. Das war wohl nicht geschehen, denn 1214 befand sich die Parochie im Besitz des Propstes der Meißner Kirche. Dieser hatte, wie aus einer Urkunde von 1214 hervorgeht, hecilisdorf ausdrücklich dem Pfarrer von Leisnig zugeteilt. In einer zweiten Urkunde des Bischofs von Meißen mit demselben Datum wird zwar auch hezelesdorph als Besitz der Leisniger Kirche angeführt, doch solle der Abt dem Pfarrer so viel geben, dass es ausreiche. Das sind nun gleich zwei Erstnennungen an einem Tag, denn eine zeitliche Reihenfolge der beiden Urkunden ist nicht feststellbar.
Der Ort war anfangs nach der Matthäi-Kirche Leisnig gepfarrt. 1286 kam er an die Kirche in Altleisnig, nach der Reformation nach Tragnitz.
1378 hatte Heczelstorf jährlich 8 Scheffel Korn und dasselbe in Hafer, dazu ein Küchenrind, an das castrum Leisnig zu liefern.
1548 nennt das Amtserbbuch von Kloster Buch zu Hetzdorf „5 besessene Mann, darunter 2 Pferdner, die sind alle dem Kloster Buch lehen- und zinsbar,“ mit 5 Hufen. Das Obergericht gehörte ins Amt Leisnig, das Erbgericht ins Amt Klosterbuch.